# Tinytrema kangaroo
Tinytrema kangaroo là một loài nhện trong họ Trochanteriidae. Loài này phân bố ở Victoria.